# Československá biskupská konference
Československá biskupská konference, v posledních letech své existence označovaná jako Biskupská konference ČSFR, sdružovala katolické biskupy působící na území Československa.
Jako neformální sbor bez striktně vymezených pravomocí se scházela až do roku 1950, kdy byla její činnost ochromena zejména internací většiny biskupů. Státní úřad pro věci církevní proto začal organizovat konference kapitulních a generálních vikářů, z nichž první byla svolána na 15. února 1951. Ačkoliv po politickém uvolnění byly v březnu 1968 podniknuty snahy o obnovení činnosti biskupské konference, do invaze vojsk Varšavské smlouvy do Československa se její činnost obnovit nepodařilo. Jelikož návratem internovaných ordinářů do svých diecézí v tomto období došlo ke zvýšení role biskupů, za normalizace směřovaly kroky komunistického režimu v první řadě k tomu, aby nebyla vytvořena biskupská konference.
Jako právnická osoba ve smyslu kanonického práva, zejména Kodexu kanonického práva z roku 1983, proto byla ustavena pod názvem Biskupská konference ČSFR až na jaře 1990 (podle některých zdrojů 17. dubna, podle jiných 14. května). Jejím prvním předsedou byl zvolen František kardinál Tomášek. Skládala se ze dvou autonomně jednajících částí – českomoravského (předseda František Radkovský) a slovenského sboru biskupů (předseda Eduard Kojnok). Biskupská konference ČSFR se stala také přidruženým členem Ekumenické rady církví v ČSFR, v níž biskupskou konferenci na základě rozhodnutí kardinála Tomáška zastupoval především tehdejší generální vikář pražské arcidiecéze Antonín Liška. Po rozpadu Československa vznikly v nástupnických státech samostatné biskupské konference – Česká biskupská konference a Konference biskupů Slovenska.